# سام كوري
سام كوري (بالإنجليزية: Sam Currie)‏ (22 نوفمبر 1889 في المملكة المتحدة - 7 ديسمبر 1962 في المملكة المتحدة) هو لاعب كرة قدم بريطاني (وحمل سابقاً جنسية المملكة المتحدة لبريطانيا العظمى وأيرلندا) في مركزي الدفاع والظهير. لعب مع ليستر سيتي وWigan Borough F.C. ‏ وKilwinning Rangers F.C. ‏.